# Pepliphorus obiana
Pepliphorus obiana är en fjärilsart som beskrevs av Hans Fruhstorfer 1934. Pepliphorus obiana ingår i släktet Pepliphorus och familjen juvelvingar. Inga underarter finns listade i Catalogue of Life.